# طوب أبو خزامة
طوب أبو خزامة
وتعني كلمة الطوب في اللغة التركية (المدفع) وسمي ب (طوب أبو خزامة) لوجود عروتين على جانبيه مع خرم في فوهته
وشبه العامة كل عروة منهما ب (الخزامة) وهي الحلقة التي تلبسها المرأة في الريف في أنفها بعد أن تخرم جانب الأنف
وظل هذا التشبيه ملازماً لهذا المدفع العثماني حتى تم نقله إلى المتحف البغدادي، ويشاهد هذا المدفع أمام باب وزارة الدفاع القديمة في قلب العاصمة بغداد في الميدان مقابل ساحة باب المعظم.

## وصفه
طوله أربع أمتار وقطره نصف متر مصنوع من النحاس وقد نقش على ظهره مما يلي الفوهة ما نصه (مما عمل برسم السلطان مراد خان ابن السلطان أحمد خان )وعلى مؤخرته نقرأعبارة تقول بالتركية مامعناه بالعربية (هذا عمل علي رئيس الجنود في باب السلطان سنة 1047 للهجرة).

## التاريخ
أصبح المدفع فيما بعد جزءا من التراث الشعبي البغدادي، وارتبط مدفع (أبو خزامة) بالكثير من العادات والمعتقدات الشعبية وكان من الشائع عند البسطاء من البغداديين والبغداديات أن الطوب صاحب معجزات باهرة والمساعد الأكبر لفتح بغداد ونزعها من ايدي الفرس الذين استولوا علي بغداد حيث كان الكثير منهم يزورونه ويتبركون به ويعقدون الخرق بسلسة الحديد التي تطوق قاعدته ويشعلون الشموع حوله كل ليلة جمعة وكان أكثر زواره من النساء، وكانت المرأة البغدادية تعتقد أنه ولي قلما يخيب زواره.